# Coroa esférica

Coroa esférica dividida em duas metades à direita

Na geometria, uma coroa esférica é uma generalização de uma coroa circular de três dimensões. É a região entre duas esferas concêntricas de raios diferentes.

## Volume
O volume de uma coroa esférica é a diferença entre o volume da esfera externa e o volume da esfera interna:
{\displaystyle V={\frac {4}{3}}\pi R^{3}-{\frac {4}{3}}\pi r^{3}}
{\displaystyle V={\frac {4}{3}}\pi (R^{3}-r^{3})}
onde r é o raio da esfera interna e R é o raio da esfera externa.
Uma aproximação para o volume de uma coroa esférica fina é a área da esfera exterior multiplicada pela espessura t da coroa:
{\displaystyle V\approx 4\pi R^{2}t,}
quando t é muito pequeno comparado a R.

## Na cultura popular
Uma Esfera de Dyson inclui uma coroa esférica fictícia em torno de uma estrela, como descrito pela primeira vez pelo autor de Olaf Stapledon.